# 久我通基
久我 通基（こが みちもと）は、鎌倉時代中期から後期にかけての公卿。大納言・久我通忠の子。官位は従一位・内大臣。後久我内大臣と号する。

## 経歴
以下、『公卿補任』、『尊卑分脈』の内容に従って記述する。
- 建長7年（1255年）2月13日、従三位に叙される。左中将は元の如し。
- 康元2年（1257年）2月22日、正三位に昇叙[2]。
- 正元元年（1259年）9月28日、参議に任ぜられる。
- 正元2年（1260年）3月29日、権中納言に任ぜられる。同年4月6日には帯剣を許され、11月15日には従二位に昇叙。
- 弘長3年（1263年）1月6日、正二位に昇叙。
- 文永5年（1268年）12月2日、中納言に転正。
- 文永6年（1269年）3月27日、権大納言に任ぜられる。
- 建治4年（1278年）2月25日、右近衛大将を兼ねる。同年8月20日には右馬寮御監が宣下される。
- 弘安8年（1285年）8月11日、大納言に転正。
- 弘安10年（1287年）6月5日、右大将を止められるが、同年10月4日に右大将に復帰。
- 正応元年（1288年）７月11日、内大臣に任ぜられ、右大将は元の如し。同年9月12日には奨学院別当に補され源氏長者の宣下を受けた。しかし、同年10月27日、内大臣と右大将を止められる[3]。
- 永仁5年（1297年）10月1日、従一位に昇叙[4]。
- 延慶元年（1308年）11月29日、薨去。

## 所領等に関して
建長2年（1251年）に父・通忠が没した時には11歳であった。祖父久我通光は後室三条に遺産の大半を託したため、父からの遺領は唯一、久我荘のみであった。このため、父の死後、経済的危機に立たされることとなった。しかし、父通忠の後室である安嘉門院左衛門督局（平光盛の娘で、池大納言平頼盛の孫にあたる）が、父・平光盛から継承した池大納言領を久我家に譲与し、その経済的危機を救った。

## 源氏長者宣下の背景
源通親の子供たちが薨去して各家の分立が始まり、各家の第2世代第3世代となるに従い、久我家が村上源氏中の嫡流として確固たる地位を確立できなくなってきていた。建長2年（1250年）には堀川具実が内大臣となったことを手始めに、文永6年（1269年）には中院通成が内大臣に、弘安6年には堀川基具が従一位に、そして正応2年（1289年）には准大臣から太政大臣に、正応5年（1292年）には土御門定実が従一位准大臣に、そして永仁4年（1296年）には内大臣に、と相次いで従一位や大臣に昇っている。通基の父通忠が大納言右大将のまま早世したことや祖父通光の所領の大半を久我家が引き継げなかったなかで、通基が危機感を抱き村上源氏一門の中で優位性を確立する事をねらい源氏長者の宣下を望んだのであろう。しかしせっかく源氏長者を得た直後に、前年に即位した伏見天皇のもとに入内し女御、さらに中宮となった西園寺鏱子の父である西園寺実兼を大臣大将に任じるため、通基は内大臣だけでなく約10年間在任した右大将も止めさせられてしまう。
近衛大将には通基の時代までは村上源氏一門では久我家からしか就任していないが、通基薨去の２年前である嘉元4年（1306年）には基具の息男である具守が右大将に就任する。そのような状況の中で通基の息男通雄の時代に再び所領問題を発生させることになり、鎌倉時代を通じて久我家は困難な状況が続いた。
一方で、通基は4人の息男を公卿に昇らせることができた。嫡男の通雄は二位中将から権中納言に任ぜられ、通基自身の右大将在任期間は通算約10年間になる。源氏長者の宣下と合わせて、通基は村上源氏一門の中で久我家が一歩抜きん出ることができるよう着々と手を打っていたと見ることができる。

## 『徒然草』に描かれた通基の姿
『徒然草』第195段と196段に通基は登場する。195段では田に木造の地蔵を浸して丁寧に洗っているという、一見平和なしかし奇妙な姿の通基であるが、196段では行事の作法での実に的確な判断と右大将を歴任してきた久我家当主の通基が描かれている。

## 系譜
- 父：久我通忠
- 母：唐橋通時または北条義時の娘
- 妻：姉小路顕朝の娘
  - 長男：久我通雄（1257-1329） - 従一位太政大臣
  - 男子：久我通村[1]（?-1314） - 従三位左中将
- 生母不明の子女
  - 男子：久我通嗣（1279-1354） - 正二位権中納言
  - 男子：久我通任
  - 男子：久我通宣（1296-1352） - 参議、正三位
  - 男子：久我敦通
  - 男子：道雅